# Carlos Fernández Vallespín
Carlos Fernández Vallespín (Ferrol, 13 de julio de 1913 - Madrid, 28 de abril de 1977) fue un militar español.

## Biografía
En 1935 ingresó en la Academia de Infantería  y participó en la sublevación del Cuartel de la Montaña al inicio de la Guerra civil española, siendo herido y hecho prisionero. Tras conseguir evadirse, participó en diversas acciones dentro del bando sublevado en la guerra. Al acabar la misma, se alistó en la División Azul, siendo herido nuevamente durante la Segunda Guerra Mundial en la campaña de Rusia.
En 1965 alcanzó el grado de general de brigada, siendo director de la Academia General Militar entre los años 1968 y 1969.
En 1969 ascendió a general de división y fue nombrado comandante general de Ceuta.
En 1972 fue nombrado teniente general y capitán general de la VII Región Militar, con sede en Valladolid. Posteriormente, en 1974, fue nombrado jefe del Alto Estado Mayor, órgano superior de las Fuerzas Armadas Españolas encargado de la coordinación entre los estados mayores de los tres ejércitos. Con el advenimiento de la democracia y la reestructuración  de las fuerzas armadas, fue nombrado presidente de la recién creada Junta de Jefes de Estado Mayor (JUJEM) en 1977.
Poco después de este último nombramiento, falleció a consecuencia de un infarto de miocardio, el 28 de abril de 1977.
| Predecesor: Manuel Díez-Alegría Gutiérrez | Jefe del Alto Estado Mayor 15 de junio de 1974 - 28 de abril de 1977                       | Sucesor: Felipe Galarza Sánchez |
| Predecesor: -                             | Presidente de la Junta de Jefes de Estado Mayor 2 de febrero de 1977 - 28 de abril de 1977 | Sucesor: Felipe Galarza Sánchez |